# 김대중 (야구인)
김대중(金大中, 1963년 3월 16일 ~ )은 지난날 KBO 리그 소속이자 빙그레 이글스 팀의 투수 등으로 활약했으며 5년 동안의 프로 야구 선수로 활약한 이후 1992년 현역 프로 야구 선수에서 은퇴했던 전직 야구 선수 출신이었다.

## 빙그레 이글스시절
우투우타의 사이드암 투수로 유명했던 이였으며 1986년 동아대학교 사회체육학과(학사)를 나온 그는 1987년 선발로 데뷔한 첫 해 13경기 출장 4.16 평균 자책점과 2승 6패로 첫해 치고는 나쁘지 않는 성적을 올렸다
하지만 이듬해인 88년 23경기 출장 3.86 평균 자책점과 7승 7패 1세이브 119이닝으로 마운드를 책임지는 선발진 한자리 역할을 하게 되었고
89년 25경기 3.76 7승 2패 93.1이닝 라는 성적으로 발전 가능성을 보이게 되었다.
90년 35경기 3.76 10승 9패 2세이브 146이닝으로 풀타임 선발진을 하게 되었으며 첫 10승을 거두게 되었으며
91년 중간계투로 등판 32경기 3.34 8승 6패 1세이브 105이닝으로 빙그레마운드의 든든한 중간으로 자리를 잡게 되었으나
92년 선발 등판 7경기 6.28 1승 14.1이닝이라는 처참한 성적을 남기고 빙그레 역사에서 사라지게 된다.
김대중 선수가 현역 선수 시절 당시엔 지역 연고 의식 강성이었지만 원정 경기 구장에서 유독 환영받고 응원 받은 곳이 있었으니 그 곳이 바로 광주 었다.
1989년 4월 8일 해태 타이거즈와의 광주 원정 경기 당시 빙그레 이글스의 패색이 짙어지자 패전 마무리 선수로 마운드에 등판하기 되었을 때
광주 구장 응원석에선 김대중 연호가 크게 흘러나왔고 티브이로 중계하던 캐스터와 해설위원도 씁쓸한 웃음을 지었다

## 가족 관계
- 아들 : 김선호 (한화 이글스)